# Односи Србије и Гвинеје Бисао
Односи Србије и Гвинеје Бисао су инострани односи Републике Србије и Републике Гвинеје Бисао.

## Билатерални односи
Дипломатски односи са Гвинејом Бисао су успостављени 1975. године.
Амбасада Републике Србије у граду Алжиру (Алжир) радно покрива Гвинеју Бисао.
Гвинеја Бисао је био уздржан прилком гласања о пријему Косова у УНЕСКО 2015.
Гвинеја Бисао је новембра 2017. демантовала да је признала Косово 2011. године.

### Економски односи
Робна размена је потпуно неактивна и у последње три године практично не постоји и свела се на извоз од пар стотина америчких
долара у 2018.